# Bruce Price
Pour les articles homonymes, voir Price.
Bruce Price, né le 12 décembre 1845 à Cumberland (Maryland) et décédé le 29 mai 1903 à Paris, est un architecte américain. Il a réalisé les hôtels-châteaux du Canadien Pacifique à travers le Canada et notamment le célèbre château Frontenac à Québec.

## Biographie
Après avoir étudié l'architecture à Baltimore et à l'étranger, Bruce Price conçoit d'abord plusieurs édifices renommés dans le sud des États-Unis. Il s'installe ensuite à New York où il construit le Tuxedo Park, son premier grand ensemble architectural. Il construit de nombreuses maisons pour la haute société de Newport (Rhode Island) and Bar Harbor (Maine). Il est l'architecte de la Royal Victoria College et l'Université McGill à Montréal et a réalisé les hôtels-châteaux du Canadien Pacifique et notamment le château Frontenac à Québec. 

## Œuvres

### Montréal
Quelques-uns des édifices construits par l'architecte Bruce Price seul ou en consortium sur le territoire de la ville de Montréal
Écoles et universités
- Collège Royal Victoria, McGill rue Sherbrooke Ouest Quartier Ville-Marie (Centre-Ville), 5 étages (1899)
- Le bâtiment Old Chancellor Day Hall, faisant partie de la faculté de droit de l'université McGill

Édifices publics
- Gare Windsor 900, rue Peel / Saint-Antoine Quartier Ville-Marie (Centre-Ville), 13 étages (1888)
- Gare Viger 700, rue Saint-Antoine Est Quartier Ville-Marie (Centre-Ville), 6 étages (1898)

### Québec
- Le château Frontenac (1893)

### Alberta
- Le Fairmont Banff Springs Hotel (1888)

### New York
- American Surety Building
- Le Whittier Hall Teacher's College